# Кастелламмаре-ди-Стабия
Кастелламма́ре-ди-Ста́бия (итал. Castellammare di Stabia, неап. Castiellammare 'e Stabbia) — коммуна Италии, Метрополии города Неаполь в области Кампания.
Население составляет 65 922 человек, плотность населения — 3 701,4 чел./км². Занимает площадь 17,81 км². Почтовый индекс — 80053. Телефонный код — 081.
В городе расположено 6 станций железной дороги, в том числе Станция Кастелламмаре ди Стабия.
Покровителем населённого пункта считается св. Кателл. Праздник ежегодно отмечается 19 января.
В городе располагается футбольный клуб «Юве Стабия».
В январе 2016 года в Кастелламмаре-ди-Стабия были найдены картины Ван Гога «Вид на море у Схевенингена» и «Выход из протестантской церкви в Нюэнене», украденные в декабре 2002 года из музея в Амстердаме.

## Знаменитые уроженцы и жители
В Кастелламмаре снимали две «дачи», одна напротив другой, семейства Николая Репнина-Волконского и его супруги Варвары и её брата (?[уточнить]). В доме последнего в 1838 году провёл лето Николай Гоголь, работавший в этот период над 1-м томом «Мёртвых душ».
- Раффаэле Вивиани (1888—1950), итальянский драматург, актёр и режиссёр.
- Луиджи Денца (1846—1922), автор песни Funiculì, Funiculà.
- Фабио Квальярелла, футболист, нападающий
- Луиджи Витале, футболист, левый защитник
- Дженнаро Иеццо, футболист, вратарь
- Джанлуиджи Доннарумма (р. 1999), футболист, вратарь, чемпион Европы 2020 года.
- Франческо Скеттино бывший капитан судна Коста Конкордия, виновный в крушении этого лайнера в 2012 году